# محامي خارج عن القانون
محامي خارج عن القانون (بالكورية: 무법 변호사)؛ هو مسلسل تلفزيوني كوري جنوبي من بطولة لي جون غي، سو يي جي ولي هاي-يونغ، عرض المسلسل على قناة تي في إن في 12 مايو 2018.
حقق المسلسل نجاحًا تجاريًا وأصبح أحد أفضل الأعمال الدرامية الكورية في تاريخ تلفزيون الكابل (القنوات الخاصة)، حيث حققت الحلقة الأخيرة نسبة 8.937% حوالي 2.1 مليون مشاهدة.

## القصة
تحوّل رجل عصابات سابق يُدعى بونغ سانغ بيل إلى مُحامي يستخدم كلاً من قبضته وثغرات القانون لمجابهة أصحاب القوة المطلقة وتقوده رغبته للإنتقام لوالدته.

## المشاهدات
| الموسم | الموسم | رقم الحلقة | رقم الحلقة | رقم الحلقة | رقم الحلقة | رقم الحلقة | رقم الحلقة | رقم الحلقة | رقم الحلقة | رقم الحلقة | رقم الحلقة | رقم الحلقة | رقم الحلقة | رقم الحلقة | رقم الحلقة | رقم الحلقة | رقم الحلقة | المتوسط |
| الموسم | الموسم | 1          | 2          | 3          | 4          | 5          | 6          | 7          | 8          | 9          | 10         | 11         | 12         | 13         | 14         | 15         | 16         | المتوسط |
| ------ | ------ | ---------- | ---------- | ---------- | ---------- | ---------- | ---------- | ---------- | ---------- | ---------- | ---------- | ---------- | ---------- | ---------- | ---------- | ---------- | ---------- | ------- |
|        | 1      | 1.256      | 1.399      | 1.214      | 1.403      | 1.463      | 1.706      | 1.473      | 1.433      | 1.267      | 1.705      | 0.963      | 1.648      | 1.163      | 1.707      | 1.636      | 2.115      | 1.472   |

| الحلقة | تاريخ البث الأصلي | متوسط حصة الجمهور | متوسط حصة الجمهور | متوسط حصة الجمهور |
| الحلقة | تاريخ البث الأصلي | إيه جي بي نيلسن   | إيه جي بي نيلسن   | تقييمات TNmS      |
| الحلقة | تاريخ البث الأصلي | على الصعيد الوطني | سيئول             | على الصعيد الوطني |
| ------ | ----------------- | ----------------- | ----------------- | ----------------- |
| 1      | 12 مايو 2018      | 5.275٪            | 5.895٪            | 5.8٪              |
| 2      | 13 مايو 2018      | 6.037٪            | 6.291٪            | 5.6٪              |
| 3      | 19 مايو 2018      | 5.029٪            | 5.081٪            | 5.2٪              |
| 4      | 20 مايو 2018      | 6.132٪            | 6.814٪            | 5.1٪              |
| 5      | 26 مايو 2018      | 5.884٪            | 6.070٪            | 5.9٪              |
| 6      | 27 مايو 2018      | 6.885٪            | 6.702٪            | 5.2٪              |
| 7      | 2 يونيو 2018      | 5.879٪            | 5.879٪            | 6.0٪              |
| 8      | 3 يونيو 2018      | 6.085٪            | 6.253٪            | 6.9٪              |
| 9      | 9 يونيو 2018      | 5.623٪            | 5.925٪            | 6.1٪              |
| 10     | 10 يونيو 2018     | 6.843٪            | 7.324٪            | 6.9٪              |
| 11     | 16 يونيو 2018     | 4.028٪            | 5.018٪            | غير متاح          |
| 12     | 17 يونيو 2018     | 6.754٪            | 7.244٪            | 6.1٪              |
| 13     | 23 يونيو 2018     | 5.050٪            | 5.248٪            | 5.5٪              |
| 14     | 24 يونيو 2018     | 7.089٪            | 7.570٪            | 7.2٪              |
| 15     | 30 يونيو 2018     | 6.618٪            | 7.155٪            | غير متاح          |
| 16     | 1 يوليو 2018      | 8.937٪            | 9.721٪            | 8.6٪              |
| المعدل | المعدل            | 6.134٪            | 6.512٪            | 6.2٪              |

## الإنتاج

### صناعة
- التخطيط العام : لي ميونغ هان (tvN).
- تخطيط وقيادة : كيم سونغ كيو (S.D).
- فريق العمل : شركة لوجس فيلم بقيادة المنتج لي جانغ سوو.
- المدير الموسيقي : ما سانغ وو.[4]

تمت القراءة الأولى للسيناريو في 28 فبراير 2018 في إستوديو دراغون في سانغجام-دونغ، سيئول، كوريا الجنوبية.

## روابط خارجية
محامي خارج عن القانون على موقع IMDb (الإنجليزية)
- محامي خارج عن القانون على موقع نتفليكس (الإنجليزية)
- محامي خارج عن القانون على موقع كينوبويسك (الروسية)
- محامي خارج عن القانون على موقع قاعدة بيانات الفيلم (الإنجليزية)